# داوید زپدا
داوید زپدا (انگلیسی: David Zepeda؛ زادهٔ ۱۹ سپتامبر ۱۹۷۳) هنرپیشه، خوانندگی، مدل اهل مکزیک است. وی از سال ۱۹۹۹ میلادی تاکنون مشغول فعالیت بوده‌است.